# Guerra de chistes
Guerra de Chistes fue un programa de televisión mexicano producido por Juan Carlos "El Borrego" Nava y Juan Carlos Casasola que se estrenó el 8 de mayo de 2008 por el canal musical Telehit.
Anteriormente, Radamés de Jesús y Yered Licona "La Wanders Lover" formaban parte del programa, pero abandonaron el mismo en 2011. Sin embargo, ambos regresaron al programa en 2015.

## Sinopsis
Guerra de Chistes permite ver a "El Borrego" Nava, Juan Carlos Casasola, en un duelo de chistes entre ellos, el público y sus invitados.

## Historia

### Antes del programa
La idea original la tuvieron Radamés de Jesús, Juan Carlos Casasola y el actor Aitor Iturrioz, el cual abandono la idea, por lo que Radamés y Casasola llamaron a Juan Carlos "El Borrego" Nava para que formara parte del nuevo proyecto.

### Primera etapa (2008-2014)
Guerra de Chistes transmitió su primer programa el 8 de mayo de 2008 por la cadena musical Telehit bajo la conducción de "El Borrego" Nava y Radamés de Jesús y la invitada fue la actriz Yuliana Peniche. Mientras tanto, Juan Carlos Casasola no pudo asistir al primer programa y apareció hasta el siguiente programa. También ingresó la entonces pareja de Radamés, Yered Licona "La Wanders Lover" como el sex symbol del programa. 
Durante los siguientes años, "El Borrego" y Casasola apostaron en varias ocasiones en el partido de fútbol América vs. Cruz Azul. En una apuesta, Casasola fue rapado, y en otra, "El Borrego" se lanzó desnudo el bonguie de Acapulco, Guerrero.
En 2009, "La Wanders" se ausentó del programa debido a su embarazo, por lo que fue sustituida por Karla Flores hasta finales de 2010.
El programa llegó a presentar un especial llamado El Senote de Oro, donde se otorgaban premios a lo mejor del año. De dicho especial hubo 2 presentaciones, una en 2009 y otra en 2011.
El 3 de agosto de 2011, el programa recibió su primer cambio: Radamés y "La Wanders abandonaron el programa debido a problemas con "El Borrego" y Casasola. Ambos, fueron sustituidos por Mariana Echeverria y Lalo Manzano. También ingresó Leia Freitas como el sex symbol, pero salió del programa a principios de 2012.
En marzo de 2013, Casasola perdió otra apuesta con "El Borrego" y fue perforado en la oreja y fue rasurado del bigote. Tiempo después, Mariana salió del programa y fue sustituida por Ingrid Leija (quien ya había asistido al programa como "La Princesa Desencantada"), pero también salió al poco tiempo.
En 2014, ingresó al programa Ale "La Jarocha" en sustitución de Ingrid. El 2 de abril de 2014, el programa presentó el último programa de la primera etapa, teniendo como invitado al gran actor Cesar Bono.

### Segunda etapa (2014-presente)
El 30 de abril de 2014, el programa estrenó escenografía y presentó a su propia banda musical: La Warband. Sin embargo, al poco tiempo, Lalo salió del programa y fue sustituido por Carlos López "El Chevo" y también ingresó Faby Martinez.
El 6 de febrero de 2015, el programa presentó un especial llamado El Reencuentro de Guerra de Chistes, donde "El Borrego" y Casasola se reencontraron con Radamés de Jesús, Yered Licona "La Wanders Lover" y Lalo Manzano, además de compartir escenario con "El Chevo", Ale y Faby.
El 6 de abril de 2015, el programa regresó al concepto original con "El Borrego", Casasola, Radamés y "La Wanders" como conductores, después de casi 4 años de pleitos.

## Conducción

### Conductores actuales
- Juan Carlos "El Borrego" Nava (2008-presente)
- Juan Carlos Casasola (2008 presente)
- Radamés de Jesús (2008-2011) (2015-2018)

### Conductores antiguos
- Mariana Echeverría (2011-2013)
- Lalo Manzano (2011-2014)
- Ingrid Leija (2013)
- Ale "La Jarocha" (2014-2015)
- Carlos López "El Chevo" (2014-2015)
- Faby Martínez (2014-2015)

## Salida de Radamés de Jesús y "La Wanders Lover"
Luego de 3 años y medio de haber compartido escenarios, Yered Licona "La Wanders Lover" abandonó el programa junto a su novio Radamés de Jesús en 2011.
Una persona anónima cercana al programa dijo que la salida de ambos se debió a las fuertes diferencias y pleitos entre "La Wanders" y Juan Carlos Casasola y además de que ella ganaba menos que sus compañeros.
En octubre de 2011, salió público el rumor (por Juan Carlos "El Borrego" Nava de que Radamés golpeaba a "La Wanders", cosa que ambos desmintieron. Tiempo después ambos fueron secuestrados y luego liberados 4 días después.
Ambos fueron sustituidos por Mariana Echeverria y Lalo Manzano.

## El Reencuentro de Guerra de Chistes
Tras 3 años y medio de estar en pleitos, el elenco original del programa se reencontró en un programa especial de Telehit.
El 6 de febrero de 2015, Juan Carlos "El Borrego" Nava, Juan Carlos Casasola, Radamés de Jesús y "La Wanders Lover" volvieron a compartir escenario, donde olvidaron sus rencores y sus problemas.
- Datos: Q6462998